# Resolutie 1208 Veiligheidsraad Verenigde Naties
Resolutie 1208 van de Veiligheidsraad van de Verenigde Naties werd op 19 november 1998 unaniem aangenomen. De Veiligheidsraad vroeg dat internationaal zou worden samengewerkt om te zorgen voor de veiligheid van vluchtelingenkampen in Afrika. Op dezelfde dag werd ook resolutie 1209 aangenomen, over de wapenhandel naar en in Afrika.

## Achtergrond
Midden jaren 1990 waren op het Afrikaanse continent verscheidene gewapende conflicten ontstaan of nog gaande. Zo onder meer in Angola, Burundi, de Centraal-Afrikaanse Republiek, Rwanda, de Westelijke Sahara en Zaïre. Vele andere landen in het continent hadden recent een conflict achter de rug.

## Inhoud
Het was belangrijk dat vluchtelingen beschermd werden en dat het humanitaire karakter van vluchtelingenkampen bewaard bleef. De landen in Afrika kregen veel te maken met vluchtelingen en vluchtelingenkampen. Het was ook
onaanvaardbaar dat vluchtelingen gebruikt werden voor militaire doeleinden. De onveiligheid in vluchtelingenkampen werd veroorzaakt door de aanwezigheid van militaire elementen die er niet thuis horen, verschillen in de bevolking, conflicten met de lokale bevolking, misdrijven en wapentrafiek. De Afrikaanse landen moesten geholpen worden om het humanitaire karakter van vluchtelingenkampen te bewaren. Vooral vrouwen, kinderen en ouderen waren hierbij kwetsbaar.
De Veiligheidsraad benadrukte het belang van het Internationaal Verdrag betreffende de Status van Vluchtelingen uit 1951. Bijzonder relevant was ook het Afrikaans Vluchtelingenverdrag van de Organisatie van Afrikaanse Eenheid. Het gastland van een vluchtelingenkamp was de belangrijkste verantwoordelijke voor de veiligheid en het humanitaire karakter ervan. De hoge commissaris voor de Vluchtelingen moest hen hierbij helpen. De internationale gemeenschap moest maatregelen treffen om in de lasten hiervan te delen en de Afrikaanse landen hierin helpen.
Lijst ·  1147 ·  1148 ·  1149 ·  1150 ·  1151 ·  1152 ·  1153 ·  1154 ·  1155 ·  1156 ·  1157 ·  1158 ·  1159 ·  1160 ·  1161 ·  1162 ·  1163 ·  1164 ·  1165 ·  1166 ·  1167 ·  1168 ·  1169 ·  1170 ·  1171 ·  1172 ·  1173 ·  1174 ·  1175 ·  1176 ·  1177 ·  1178 ·  1179 ·  1180 ·  1181 ·  1182 ·  1183 ·  1184 ·  1185 ·  1186 ·  1187 ·  1188 ·  1189 ·  1190 ·  1191 ·  1192 ·  1193 ·  1194 ·  1195 ·  1196 ·  1197 ·  1198 ·  1199 ·  1200 ·  1201 ·  1202 ·  1203 ·  1204 ·  1205 ·  1206 ·  1207 ·  1208 ·  1209 ·  1210 ·  1211 ·  1212 ·  1213 ·  1214 ·  1215 ·  1216 ·  1217 ·  1218 ·  1219